# الكسندر (ساحر استعراضي)
الكسندر (بالإنجليزية: Alexander)‏ هو ساحر استعراضي أمريكي، ولد في 30 يونيو 1880 في الإسكندرية في الولايات المتحدة، وتوفي في 5 أغسطس 1954 في سياتل في الولايات المتحدة.